# Serie A 2010-2011 (pallacanestro maschile)
La Serie A FIP 2010-2011, chiamata per ragioni di sponsorizzazione Agos Ducato Serie A, è stata l'ottantanovesima edizione del massimo campionato italiano di pallacanestro maschile.
La stagione si è conclusa con la Mens Sana Siena vincitrice del suo quinto scudetto consecutivo (sesto della propria storia), e la New Basket Brindisi retrocessa nel campionato di Legadue. Teramo, secondo una possibilità prevista dal regolamento, ha versato la somma di 500000 € per evitare la retrocessione. La cifra versata è stata incassata dalla squadra perdente la finale playoff di Legadue, cioè la Reyer Venezia. Vi sono stati ulteriori sviluppi: la società veneta ha presentato ricorso poiché il pagamento da parte di Teramo è avvenuto oltre i termini previsti dal regolamento, ed è stata pertanto anch'essa ammessa alla Serie A maschile FIP 2011-2012.

## Regolamento

### Formula
Le 16 squadre partecipanti disputano un girone unico all'italiana, con partite d'andata e ritorno. Al termine della stagione regolare, le prime otto classificate sono ammesse ai play-off, mentre l'ultima retrocede in Legadue.

### Wild Card
La novità del 2010 è l'introduzione di una wild card ovvero la penultima della serie A pagando una cifra che si aggira intorno a 500 000 euro eviterà la retrocessione, nel caso contrario la griglia dei playoff di Legadue si sdoppierebbe in due tabelloni con le relative due promozioni.

### Composizione dei roster
Devono essere presentati a referto almeno 10 giocatori, al massimo 12, di cui:
- Minimo 5 di "formazione italiana" (e/o eleggibili per la Nazionale italiana).
- Non più di 1 naturalizzato (non eleggibile per la Nazionale italiana).
- Al massimo 5 stranieri, di cui 3 non comunitari FIBA e 2 comunitari.
- Al massimo 6 stranieri, di cui 2 non comunitari FIBA e 4 comunitari.

Una chiara violazione di tali norme è stato il tesseramento dell'MVP del campionato Omar Thomas da parte della Scandone Avellino come comunitario in possesso di passaporto sloveno: al termine della stagione il passaporto si è rivelato falso. 

## Stagione regolare

### Classifica
|  |     | Classifica stagione regolare 2010-2011 | PT | G  | V  | P  | PF   | PS   |
|  | --- | -------------------------------------- | -- | -- | -- | -- | ---- | ---- |
|  | 1.  | Montepaschi Siena                      | 52 | 30 | 26 | 4  | 2514 | 2159 |
|  | 2.  | Bennet Cantù                           | 44 | 30 | 22 | 8  | 2311 | 2132 |
|  | 3.  | Armani Jeans Milano                    | 42 | 30 | 21 | 9  | 2409 | 2295 |
|  | 4.  | Air Avellino                           | 34 | 30 | 17 | 13 | 2468 | 2378 |
|  | 5.  | Benetton Treviso                       | 34 | 30 | 17 | 13 | 2311 | 2252 |
|  | 6.  | Dinamo Sassari                         | 30 | 30 | 15 | 15 | 2463 | 2512 |
|  | 7.  | Cimberio Varese                        | 30 | 30 | 15 | 15 | 2385 | 2430 |
|  | 8.  | Canadian Solar Bologna                 | 30 | 30 | 15 | 15 | 2345 | 2358 |
|  | 9.  | Lottomatica Roma                       | 28 | 30 | 14 | 16 | 2323 | 2262 |
|  | 10. | Scavolini Siviglia Pesaro              | 28 | 30 | 14 | 16 | 2186 | 2260 |
|  | 11. | Pepsi Caserta                          | 24 | 30 | 12 | 18 | 2395 | 2422 |
|  | 12. | Vanoli-Braga Cremona                   | 24 | 30 | 12 | 18 | 2384 | 2395 |
|  | 13. | Fabi Shoes Montegranaro                | 22 | 30 | 11 | 19 | 2314 | 2382 |
|  | 14. | Angelico Biella                        | 22 | 30 | 11 | 19 | 2393 | 2487 |
|  | 15. | Banca Tercas Teramo                    | 20 | 30 | 10 | 20 | 2253 | 2458 |
|  | 16. | Enel Brindisi                          | 16 | 30 | 8  | 22 | 2194 | 2466 |

### Risultati
| Prima giornata |                        |          |
| 17-10-10       |                        | 23-01-11 |
| 83-89          | Teramo - Milano        | 74-87    |
| 87-91          | Caserta - Biella       | 83-81    |
| 68-66          | Bologna - Cantù        | 67-83    |
| 88-76          | Montegranaro - Sassari | 81-80    |
| 86-61          | Roma - Brindisi        | 84-80    |
| 88-70          | Treviso - Avellino     | 53-77    |
| 87-78          | Varese - Pesaro        | 72-74    |
| 68-71          | Cremona - Siena        | 62-70    |

| Quarta giornata |                        |          |
| 7-11-10         |                        | 20-02-11 |
| 82-70           | Cantù - Teramo         | 96-69    |
| 67-72           | Treviso - Varese       | 68-74    |
| 91-87           | Siena - Caserta        | 84-89    |
| 97-76           | Milano - Brindisi      | 76-74    |
| 72-65           | Avellino - Roma        | 70-80    |
| 66-70           | Pesaro - Bologna       | 70-71    |
| 82-80           | Cremona - Montegranaro | 89-67    |
| 97-90           | Sassari - Biella       | 94-74    |

| Settima giornata |                       |          |
| 28-11-10         |                       | 20-03-11 |
| 73-65            | Caserta - Cantù       | 76-87    |
| 91-59            | Treviso - Pesaro      | 71-65    |
| 89-85            | Montegranaro - Milano | 68-87    |
| 70-84            | Roma - Cremona        | 70-83    |
| 57-93            | Teramo - Siena        | 71-107   |
| 91-81            | Varese - Bologna      | 71-69    |
| 86-85            | Biella - Avellino     | 76-83    |
| 94-89            | Sassari - Brindisi    | 85-102   |

| Decima giornata |                        |          |
| 19-12-10        |                        | 10-04-11 |
| 85-62           | Cantù - Brindisi       | 73-71    |
| 87-89           | Montegranaro - Caserta | 70-77    |
| 87-92           | Sassari - Treviso      | 78-90    |
| 104-61          | Siena - Pesaro         | 72-66    |
| 81-94           | Bologna - Milano       | 64-71    |
| 83-69           | Avellino - Cremona     | 78-89    |
| 91-98           | Varese - Teramo        | 76-81    |
| 100-102         | Biella - Roma          | 78-85    |

| Tredicesima giornata |                     |          |
| 06-01-11             |                     | 01-05-11 |
| 98-84                | Milano - Caserta    | 85-74    |
| 88-73                | Roma - Montegranaro | 66-75    |
| 90-66                | Treviso - Brindisi  | 75-74    |
| 75-79                | Avellino - Siena    | 82-77    |
| 76-75                | Pesaro - Cantù      | 55-63    |
| 89-83                | Teramo - Cremona    | 73-80    |
| 84-91                | Varese - Sassari    | 83-88    |
| 80-75                | Biella - Bologna    | 81-83    |

| Seconda giornata |                      |          |
| 24-10-10         |                      | 30-01-11 |
| 92-87            | Sassari - Caserta    | 94-90    |
| 93-82            | Siena - Montegranaro | 74-70    |
| 80-65            | Milano - Treviso     | 59-76    |
| 77-75            | Cantù - Cremona      | 71-68    |
| 85-69            | Avellino - Varese    | 85-83    |
| 76-69            | Pesaro - Roma        | 53-85    |
| 79-70            | Biella - Teramo      | 83-87    |
| 87-84            | Brindisi - Bologna   | 72-93    |

| Quinta giornata |                         |          |
| 14-11-10        |                         | 27-02-11 |
| 63-71           | Caserta - Bologna       | 61-69    |
| 72-75           | Cantù - Siena           | 63-73    |
| 93-98           | Montegranaro - Avellino | 75-83    |
| 84-73           | Roma - Treviso          | 72-86    |
| 67-77           | Teramo - Pesaro         | 53-72    |
| 73-60           | Varese - Brindisi       | 79-96    |
| 100-95          | Biella - Cremona        | 72-87    |
| 54-69           | Sassari - Milano        | 72-88    |

| Ottava giornata |                         |          |
| 05-12-10        |                         | 27-03-11 |
| 98-77           | Cantù - Sassari         | 76-74    |
| 72-63           | Cremona - Caserta       | 79-95    |
| 99-67           | Siena - Milano          | 78-70    |
| 69-79           | Bologna - Treviso       | 71-79    |
| 89-92           | Roma - Varese           | 78-84    |
| 88-89           | Avellino - Teramo       | 97-99    |
| 77-58           | Pesaro - Biella         | 64-88    |
| 77-75           | Brindisi - Montegranaro | 54-96    |

| Undicesima giornata |                       |          |
| 28-12-10            |                       | 17-04-11 |
| 73-78               | Pesaro - Montegranaro | 66-56    |
| 116-100             | Bologna - Cremona     | 95-88    |
| 92-80               | Roma - Sassari        | 85-86    |
| 77-79               | Treviso - Siena       | 64-81    |
| 79-68               | Avellino - Caserta    | 83-75    |
| 65-57               | Teramo - Brindisi     | 76-87    |
| 74-75               | Biella - Cantù        | 77-82    |
| 84-80               | Milano - Varese       | 71-82    |

| Quattordicesima giornata |                       |          |
| 09-01-11                 |                       | 12-05-11 |
| 92-83                    | Siena - Sassari       | 81-83    |
| 89-81                    | Caserta - Teramo      | 77-88    |
| 75-65                    | Cantù - Treviso       | 84-88    |
| 87-79                    | Bologna - Roma        | 69-80    |
| 107-77                   | Montegranaro - Varese | 73-82    |
| 69-80                    | Pesaro - Avellino     | 76-89    |
| 71-78                    | Cremona - Milano      | 74-92    |
| 91-82                    | Brindisi - Biella     | 72-74    |

| Terza giornata |                        |          |
| 31-10-10       |                        | 06-02-11 |
| 87-86          | Varese - Siena         | 59-82    |
| 89-91          | Caserta - Pesaro       | 82-83    |
| 73-66          | Bologna - Avellino     | 101-105  |
| 79-72          | Montegranaro - Treviso | 67-86    |
| 66-78          | Roma - Cantù           | 74-79    |
| 77-79          | Teramo - Sassari       | 69-89    |
| 72-81          | Biella - Milano        | 95-90    |
| 64-71          | Brindisi - Cremona     | 66-78    |

| Sesta giornata |                        |          |
| 21-11-10       |                        | 06-03-11 |
| 90-71          | Treviso - Teramo       | 72-78    |
| 71-75          | Avellino - Cantù       | 67-91    |
| 64-76          | Brindisi - Caserta     | 76-90    |
| 101-81         | Siena - Biella         | 75-67    |
| 76-70          | Milano - Roma          | 62-80    |
| 77-79          | Bologna - Montegranaro | 75-72    |
| 79-68          | Pesaro - Sassari       | 75-80    |
| 103-79         | Cremona - Varese       | 71-76    |

| Nona giornata |                      |          |
| 12-12-10      |                      | 03-04-11 |
| 83-93         | Montegranaro - Cantù | 56-67    |
| 60-61         | Treviso - Biella     | 79-77    |
| 90-78         | Milano - Avellino    | 84-76    |
| 92-80         | Caserta - Varese     | 77-92    |
| 53-74         | Teramo - Roma        | 60-76    |
| 74-87         | Cremona - Pesaro     | 59-82    |
| 51-68         | Brindisi - Siena     | 73-100   |
| 66-75         | Sassari - Bologna    | 87-81    |

| Dodicesima giornata |                       |          |
| 02-01-11            |                       | 23-04-11 |
| 92-80               | Siena - Bologna       | 81-72    |
| 68-60               | Caserta - Roma        | 68-74    |
| 67-59               | Cantù - Milano        | 73-75    |
| 83-80               | Montegranaro - Teramo | 47-76    |
| 73-75               | Varese - Biella       | 89-81    |
| 91-72               | Cremona - Treviso     | 86-88    |
| 80-66               | Brindisi - Pesaro     | 64-84    |
| 71-80               | Sassari - Avellino    | 87-92    |

| Quindicesima giornata |                       |          |
| 16-01-11              |                       | 15-05-11 |
| 67-90                 | Treviso - Caserta     | 88-76    |
| 83-71                 | Sassari - Cremona     | 88-82    |
| 94-84                 | Milano - Pesaro       | 71-82    |
| 67-73                 | Roma - Siena          | 73-83    |
| 79-80                 | Avellino - Brindisi   | 112-68   |
| 55-62                 | Teramo - Bologna      | 94-96    |
| 82-65                 | Varese - Cantù        | 66-75    |
| 78-86                 | Biella - Montegranaro | 82-79    |

## Play-off

### Tabellone
|  | Quarti di finale | Quarti di finale | Quarti di finale | Quarti di finale | Quarti di finale | Quarti di finale | Quarti di finale  |             |                 | Semifinali | Semifinali | Semifinali | Semifinali | Semifinali | Semifinali | Semifinali |  |  | Finale | Finale          | Finale | Finale | Finale | Finale | Finale | Finale | Finale |
|  |                  |                  |                  |                  |                  |                  |                   |             |                 |            |            |            |            |            |            |            |  |  |        |                 |        |        |        |        |        |        |        |
|  | 1                | Mens Sana Siena  | 94               | 85               | 68               | 81               |                   |             |                 |            |            |            |            |            |            |            |  |  |        |                 |        |        |        |        |        |        |        |
|  | 8                | Virtus Bologna   | 55               | 81               | 74               | 62               |                   |             |                 |            |            |            |            |            |            |            |  |  |        |                 |        |        |        |        |        |        |        |
|  | 8                | Virtus Bologna   | 55               | 81               | 74               | 62               |                   | 1           | Mens Sana Siena | 79         | 94         | 68         |            |            |            |            |  |  |        |                 |        |        |        |        |        |        |        |
|  |                  |                  |                  |                  |                  |                  |                   | 1           | Mens Sana Siena | 79         | 94         | 68         |            |            |            |            |  |  |        |                 |        |        |        |        |        |        |        |
|  |                  | 5                | Pall. Treviso    | 58               | 63               | 56               |                   |             |                 |            |            |            |            |            |            |            |  |  |        |                 |        |        |        |        |        |        |        |
|  | 4                | 5                | Pall. Treviso    | 58               | 63               | 56               | Scandone Avellino | 78          | 87              | 64         | 59         |            |            |            |            |            |  |  |        |                 |        |        |        |        |        |        |        |
|  | 4                |                  |                  |                  |                  |                  | Scandone Avellino | 78          | 87              | 64         | 59         |            |            |            |            |            |  |  |        |                 |        |        |        |        |        |        |        |
|  | 5                | Pall. Treviso    | 82               | 68               | 74               | 69               |                   |             |                 |            |            |            |            |            |            |            |  |  |        |                 |        |        |        |        |        |        |        |
|  |                  |                  |                  |                  |                  |                  |                   |             |                 |            |            |            |            |            |            |            |  |  | 1      | Mens Sana Siena | 100    | 81     | 71     | 69     | 63     |        |        |
|  |                  |                  | 2                | Pall. Cantù      | 75               | 69               | 80                | 65          | 61              |            |            |            |            |            |            |            |  |  |        |                 |        |        |        |        |        |        |        |
|  | 3                | Olimpia Milano   | 70               | 73               | 91               | 72               |                   |             |                 |            |            |            |            |            |            |            |  |  |        |                 |        |        |        |        |        |        |        |
|  | 6                | Dinamo Sassari   | 71               | 63               | 72               | 60               |                   |             |                 |            |            |            |            |            |            |            |  |  |        |                 |        |        |        |        |        |        |        |
|  | 6                | Dinamo Sassari   | 71               | 63               | 72               | 60               |                   | 3           | Olimpia Milano  | 48         | 64         | 70         | 62         |            |            |            |  |  |        |                 |        |        |        |        |        |        |        |
|  |                  |                  |                  |                  |                  |                  |                   | 3           | Olimpia Milano  | 48         | 64         | 70         | 62         |            |            |            |  |  |        |                 |        |        |        |        |        |        |        |
|  |                  | 2                | Pall. Cantù      | 62               | 70               | 56               | 74                |             |                 |            |            |            |            |            |            |            |  |  |        |                 |        |        |        |        |        |        |        |
|  | 2                | 2                | Pall. Cantù      | 62               | 70               | 56               | 74                | Pall. Cantù | 78              | 67         | 75         |            |            |            |            |            |  |  |        |                 |        |        |        |        |        |        |        |
|  | 2                |                  |                  |                  |                  |                  |                   | Pall. Cantù | 78              | 67         | 75         |            |            |            |            |            |  |  |        |                 |        |        |        |        |        |        |        |
|  | 7                | Pall. Varese     | 53               | 64               | 69               |                  |                   |             |                 |            |            |            |            |            |            |            |  |  |        |                 |        |        |        |        |        |        |        |

### Risultati

#### Quarti di finale
La serie si gioca al meglio delle 5 partite. La squadra con il miglior piazzamento in campionato gioca in casa gara-1, gara-2 e l'eventuale gara-5.
Siena-Bologna
| Arbitri: | Paternicò Begnis Giansanti |

|               |            |              |
| Lavrinovič 16 | Punti      | 15 Rivers    |
| Zīsīs 7       | Assist     | 4 Koponen    |
| Lavrinovič 8  | Rimbalzi   | 7 Sanik'idze |
| Pianigiani    | Allenatori | Lardo        |

| Arbitri: | Sabetta Mattioli Weidmann |

|              |            |                      |
| McCalebb 16  | Punti      | 19 Homan             |
| Moss 4       | Assist     | 4 Poeta              |
| Lavrinovič 9 | Rimbalzi   | 11 Homan, Sanik'idze |
| Pianigiani   | Allenatori | Lardo                |

| Arbitri: | Facchini Taurino Barni |

|               |            |                 |
| Rivers 20     | Punti      | 19 Lavrinovič   |
| Koponen 4     | Assist     | 4 McCalebb      |
| Sanik'idze 12 | Rimbalzi   | 12 Stonerook 12 |
| Lardo         | Allenatori | Pianigiani      |

| Arbitri: | Cerebuch Pozzana Begnis |

|                      |            |                       |
| Rivers 16            | Punti      | 18 Hairston           |
| Sanik'idze 2         | Assist     | 3 Stonerook           |
| Rivers, Sanik'idze 8 | Rimbalzi   | 6 Kaukėnas, Stonerook |
| Lardo                | Allenatori | Pianigiani            |

Avellino-Treviso
| Arbitri: | Cicoria Pozzana Weidmann |

|                   |            |                          |
| Szewczyk 20       | Punti      | 28 Motiejūnas            |
| Green 8           | Assist     | 5 Marković               |
| Green, Szewczyk 6 | Rimbalzi   | Skinner, Wojciechowski 7 |
| Vitucci           | Allenatori | Repeša                   |

| Arbitri: | Facchini Giansanti Begnis |

|             |            |            |
| Szewczyk 34 | Punti      | 16 Smith   |
| Green 9     | Assist     | 7 Marković |
| Szewczyk 10 | Rimbalzi   | 7 Brunner  |
| Vitucci     | Allenatori | Repeša     |

| Arbitri: | Paternicò Seghetti Duranti |

|            |            |           |
| Smith 14   | Punti      | 21 Thomas |
| Marković 3 | Assist     | 5 Green   |
| Brunner 8  | Rimbalzi   | 6 Johnson |
| Repeša     | Allenatori | Vitucci   |

| Arbitri: | Lamonica Taurino Lanzarini |

|                  |            |                  |
| Motiejūnas 20    | Punti      | 18 Dean          |
| Skinner 3        | Assist     | 3 Green, Johnson |
| Brunner, Smith 8 | Rimbalzi   | Johnson 11       |
| Repeša           | Allenatori | Vitucci          |

Milano-Sassari
| Arbitri: | Sahin Sabetta Lanzarini |

|            |            |                     |
| Jaaber 18  | Punti      | 16 White            |
| 4 Jaaber   | Assist     | 4 Pinton, Tsaldarīs |
| Hawkins 10 | Rimbalzi   | 7 Plisnić           |
| Peterson   | Allenatori | Sacchetti           |

| Arbitri: | Cerebuch Chiari Seghetti |

|                 |            |            |
| Mancinelli 17   | Punti      | 18 Plisnić |
| Hawkins 9       | Assist     | 6 Vanuzzo  |
| Jaaber, Rocca 7 | Rimbalzi   | 11 Plisnić |
| Peterson        | Allenatori | Sacchetti  |

| Arbitri: | Lamonica Pozzana Filippini |

|           |            |            |
| Hunter 18 | Punti      | 20 Pečerov |
| Diener 7  | Assist     | 9 Jaaber   |
| Hunter 14 | Rimbalzi   | 6 Hawkins  |
| Sacchetti | Allenatori | Peterson   |

| Arbitri: | Sahin Mattioli Lo Guzzo |

|           |            |              |
| White 14  | Punti      | 18 Hawkins   |
| Pinton 4  | Assist     | 3 Mancinelli |
| Hunter 5  | Rimbalzi   | 10 Rocca     |
| Sacchetti | Allenatori | Peterson     |

Cantù-Varese
| Arbitri: | Cerebuch Mattioli Barni |

|                     |            |                              |
| Mazzarino, Micov 14 | Punti      | 14 Stipčević                 |
| Mike Green 4        | Assist     | 3 Demartini, Goss, Stipčević |
| Micov, Ortner 7     | Rimbalzi   | 7 Talts                      |
| Trinchieri          | Allenatori | Recalcati                    |

| Arbitri: | Lamonica Taurino Duranti |

|              |            |           |
| Mazzarino 24 | Punti      | 13 Kangur |
| Mike Green 3 | Assist     | 5 Goss    |
| Marconato 8  | Rimbalzi   | 8 Kangur  |
| Trinchieri   | Allenatori | Recalcati |

| Arbitri: | Cicoria Chiari Lo Guzzo |

|           |            |                    |
| Goss 26   | Punti      | 19 Green, Leunen   |
| Goss 4    | Assist     | 4 Leunen           |
| Kangur 7  | Rimbalzi   | 6 Green, Marconato |
| Recalcati | Allenatori | Trinchieri         |

### Semifinali
La serie si gioca al meglio delle 5 partite. La squadra con il miglior piazzamento in campionato gioca in casa gara-1, gara-2 e l'eventuale gara-5.
Siena-Treviso
| Arbitri: | Facchini Sabetta Taurino |

|                    |            |                              |
| Hairston 16        | Punti      | 14 Gentile                   |
| Carraretto 4       | Assist     | 3 Bulleri, Marković, Skinner |
| Lavrinovič, Ress 6 | Rimbalzi   | 6 Marković                   |
| Pianigiani         | Allenatori | Repeša                       |

| Arbitri: | Paternicò Sahin Begnis |

|             |            |            |
| Kaukėnas 17 | Punti      | 14 Nicević |
| Zīsīs 4     | Assist     | 3 Marković |
| Moss 5      | Rimbalzi   | 6 Gentile  |
| Pianigiani  | Allenatori | Repeša     |

| Arbitri: | Cicoria Cerebuch Giansanti |

|                  |            |             |
| Smith 15         | Punti      | 17 McCalebb |
| Marković 4       | Assist     | 3 Hairston  |
| Perić, Skinner 5 | Rimbalzi   | 7 Aradori   |
| Repeša           | Allenatori | Pianigiani  |

Cantù-Milano
| Arbitri: | Lamonica Chiari Seghetti |

|              |            |                   |
| Mazzarino 16 | Punti      | 12 Greer, Hawkins |
| Green 5      | Assist     | 3 Hawkins         |
| Micov 8      | Rimbalzi   | 11 Rocca          |
| Trinchieri   | Allenatori | Peterson          |

| Arbitri: | Cerebuch Mattioli Lo Guzzo |

|                         |            |          |
| Mazzarino 13            | Punti      | 15 Greer |
| Green, Leunen 4         | Assist     | 7 Greer  |
| Green, Leunen, Ortner 6 | Rimbalzi   | 7 Rocca  |
| Trinchieri              | Allenatori | Peterson |

| Arbitri: | Facchini Pozzana Duranti |

|                     |            |                                          |
| Hawkins 18          | Punti      | 15 Šćekić                                |
| Hawkins 5           | Assist     | 2 Green, Mark'oishvili, Mazzarino, Micov |
| Mancinelli, Rocca 8 | Rimbalzi   | 11 Šćekić                                |
| Peterson            | Allenatori | Trinchieri                               |

| Arbitri: | Sabetta Taurino Filippini |

|                      |            |                 |
| Jaaber 17            | Punti      | 17 Green        |
| Mancinelli, Jaaber 2 | Assist     | 3 Leunen, Micov |
| Hawkins 7            | Rimbalzi   | 10 Micov        |
| Peterson             | Allenatori | Trinchieri      |

### Finale
La finale si gioca al meglio delle 7 partite. La squadra con il miglior piazzamento in campionato gioca in casa gara-1, gara-2 e le eventuali gara-5 e gara-7.
| Arbitri: | Facchini Sabetta Pozzana |

|                         |            |                  |
| Lavrinovič, McCalebb 15 | Punti      | 14 Mark'oishvili |
| Stonerook 4             | Assist     | 4 Mark'oishvili  |
| Zīsīs 5                 | Rimbalzi   | Micov, Ortner 5  |
| Pianigiani              | Allenatori | Trinchieri       |

| Arbitri: | Paternicò Taurino Mattioli |

|               |            |            |
| Lavrinovič 16 | Punti      | 12 Šćekić  |
| McCalebb 3    | Assist     | 6 Leunen   |
| Lavrinovič 4  | Rimbalzi   | 9 Šćekić   |
| Pianigiani    | Allenatori | Trinchieri |

| Arbitri: | Cicoria Cerebuch Begnis |

|             |            |               |
| Green 16    | Punti      | 22 Lavrinovič |
| Leunen 4    | Assist     | 4 McCalebb    |
| Marconato 7 | Rimbalzi   | 6 Lavrinovič  |
| Trinchieri  | Allenatori | Pianigiani    |

| Arbitri: | Lamonica Sahin Chiari |

|            |            |                       |
| Šćekić 16  | Punti      | 21 McCalebb           |
| Leunen 3   | Assist     | 4 McCalebb, Stonerook |
| Green 10   | Rimbalzi   | 6 Stonerook           |
| Trinchieri | Allenatori | Pianigiani            |

| Arbitri: | Facchini Sabetta Giansanti |

|             |            |                  |
| Hairston 13 | Punti      | 17 Micov         |
| Zīsīs 4     | Assist     | 3 Micov          |
| Hairston 6  | Rimbalzi   | 7 Leunen, Šćekić |
| Pianigiani  | Allenatori | Trinchieri       |

## Altre statistiche
Classifica marcatori (primi 10)
| #   | Nome               | Squadra            | Partite | Punti | PPP  |
| --- | ------------------ | ------------------ | ------- | ----- | ---- |
| 1.  | James White        | Dinamo Sassari     | 30      | 630   | 21,0 |
| 2.  | Omar Thomas        | Scandone Avellino  | 30      | 541   | 18,0 |
| 3.  | Ivan Zoroski       | Teramo Basket      | 30      | 480   | 16,0 |
| 4.  | Sharrod Ford       | Sutor Montegranaro | 30      | 472   | 15,7 |
| 5.  | Othello Hunter     | Dinamo Sassari     | 29      | 443   | 15,3 |
| 6.  | Phil Goss          | Pall. Varese       | 30      | 447   | 14,9 |
| 7.  | Marko Milič        | Triboldi           | 29      | 430   | 14,8 |
| 8.  | Taquan Dean        | Scandone Avellino  | 20      | 293   | 14,7 |
| 9.  | Chevon Troutman    | Scandone Avellino  | 16      | 234   | 14,6 |
| 10. | Kšyštof Lavrinovič | Mens Sana Siena    | 26      | 379   | 14,6 |

Classifica rimbalzi (primi 10)
| #   | Nome            | Squadra            | Partite | Rimbalzi | RPP  |
| --- | --------------- | ------------------ | ------- | -------- | ---- |
| 1.  | Sharrod Ford    | Sutor Montegranaro | 30      | 315      | 10,5 |
| 2.  | Jumaine Jones   | Juvecaserta        | 30      | 259      | 8,6  |
| 3.  | Chevon Troutman | Scandone Avellino  | 16      | 133      | 8,3  |
| 4.  | Jared Homan     | Virtus Bologna     | 29      | 237      | 8,2  |
| 5.  | Josh Davis      | Teramo Basket      | 26      | 212      | 8,2  |
| 6.  | Dejan Ivanov    | Sutor Montegranaro | 30      | 239      | 8,0  |
| 7.  | Othello Hunter  | Dinamo Sassari     | 29      | 226      | 7,8  |
| 8.  | Kris Lang       | N.B. Brindisi      | 24      | 186      | 7,8  |
| 9.  | Goran Suton     | Pall. Biella       | 25      | 185      | 7,4  |
| 10. | Linton Johnson  | Scandone Avellino  | 27      | 196      | 7,3  |

## Verdetti
- Campione d'Italia:  Montepaschi Siena

Formazione: Bo McCalebb, Nikos Zīsīs, Malik Hairston, Marco Carraretto, Milovan Raković, Kšyštof Lavrinovič, Rimantas Kaukėnas, Tomas Ress, Andrea Michelori, Shaun Stonerook, Pietro Aradori, David Moss, Marko Jarić, Deji Akindele. Allenatore: Simone Pianigiani.
- Retrocessioni in Legadue: Enel Brindisi.
- Al termine della stagione la Banca Tercas Teramo ha versato la somma di 500000 € per evitare la retrocessione, opzione consentita dal nuovo regolamento e applicabile dalla squadra classificatasi penultima.